# 존 불 (잡지)
존 불(John Bull)은 1820년에서 1964년 사이에 영국에서 발행된 일련의 다양한 정기 간행물의 이름이다. 원래 형태는 1820년부터 1892년까지 발행된 일요 신문이었으며, 존 불은 전통적 보수주의의 옹호자였다. 1906년부터 1920년까지 국회의원 호라티오 보텀리의 통치 하에서 존 불은 그의 날카로운 포퓰리즘 견해를 표명하는 플랫폼이 되었다. 1946년 오담스 프레스에서 재창간하면서 존 불 잡지는 미국 잡지 더 새터데이 이브닝 포스트와 스타일이 비슷한 것으로 바뀌었다.